# Varvarivka, Dolînska
Varvarivka (în ucraineană Варварівка) este localitatea de reședință a comunei Varvarivka din raionul Dolînska, regiunea Kirovohrad, Ucraina.

## Demografie
Componența lingvistică a localității Varvarivka
     Ucraineană (95,93%)
     Rusă (3,13%)
     Alte limbi (0,94%)
Conform recensământului din 2001, majoritatea populației localității Varvarivka era vorbitoare de ucraineană (95,93%), existând în minoritate și vorbitori de rusă (3,13%).